# 博伊爾角

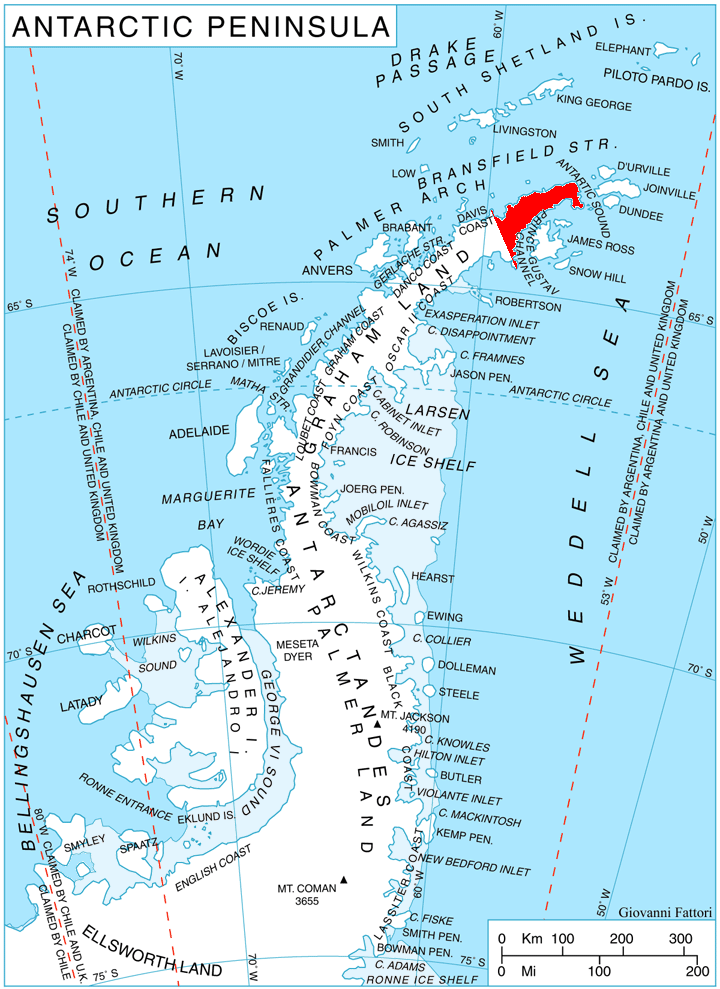

博伊爾角（英語：Boil Point）是南極洲的海岬，位於葛拉漢地的特里尼蒂半島南岸，處於維尤角西北面6.45公里、經緯儀山東南面7.45公里、卡默爾冰原島峰以南8.45公里和加爾萬角西南面5.82公里，以保加利亞東北部鄉鎮命名。

## 外部連結
- Trinity Peninsula. Scale 1:250000 topographic map No. 5697. Institut für Angewandte Geodäsie and British Antarctic Survey, 1996.
- SCAR Composite Antarctic Gazetteer（页面存档备份，存于）.

63°29′46″S 57°26′35″W / 63.49611°S 57.44306°W